# Hereford United FC

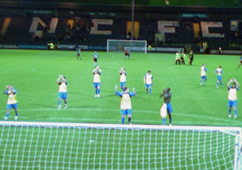
Team van Hereford opgesteld in een wedstrijd

Hereford United FC was een Engelse voetbalclub uit de stad Hereford. De club werd opgericht in 1924 en werd eind 2014 opgeheven vanwege financiële problemen. Nog diezelfde december besloten fans om de club een doorstart te laten maken, onder de naam Hereford FC.

## Geschiedenis

### Ontstaan
Begin jaren twintig waren er vier clubs in Hereford, velen dachten dat een fusie het voetbal in de stad naar een hoger niveau zou brengen. Hereford City en Hereford Thistle besloten zelfstandig te blijven maar St. Martins en RAOC fusioneerden en richtten zo Hereford United op met E.W. Maples als eerste voorzitter. Thuiswedstrijden werden in de Edgar Street gespeeld en United sloot zich aan bij de Birmingham Combination League. De eerste officiële wedstrijd werd in augustus 1924 verloren met 2-3 van Atherstone United. De week erna nam de club al deel aan de voorronde van de FA Cup maar kreeg een pak slaag (7-2) van de Kidderminster Harriers.

### Regionaal voetbal
Hereford speelde 4 seizoenen in de Combination en kon op veel bijval rekenen van toeschouwers en had vaak 2000 supporters, ook het scorend vermogen van de club was zeer goed, Viv Gregory scoorde in één seizoen 60 keer, in 1927 en 1928 was de totaalscore meer dan 100 doelpunten voor de club. Door hun goede resultaten werd de club in 1929 toegelaten tot de Birmingham League, dat jaar werd ook de bekerfinale van de Birmingham Cup gehaald. In het eerste seizoen werd UTD 11de en had een recordaantal toeschouwers van 5000 in hun 2de opeenvolgende bekerfinale, dit record hield 18 jaar stand. In de jaren 30 eindigde de club meestal in de betere middenmoot. In 1932/33 werd voor het eerst de 1ste ronde van de FA Cup gehaald, daarin was Accrington Stanley FC echter te sterk (1-2). In 1938/39 waren er nog maar 11 clubs over in de Birmingham League en ook het aantal supporters liep terug. Er werd beslist om zich aan te sluiten bij de Southern League, deze aanvraag werd aanvaard.
Door de Tweede Wereldoorlog lag de competitie even stil, toen deze hervat werd in 1945/46 eindigde Hereford 2de achter Chelmsford City, een team dat een aantal punten kreeg toegekend voor ongespeelde wedstrijden. In 1951 werd opnieuw de 2de plaats bereikt, dit keer achter Merthyr Tydfil FC. Voor het seizoen 1958/59 werd de League gesplitst in een reeks North-West en South-East, de kampioenen van beide reeksen bekampten elkaar dan voor de algemene titel. Hereford werd kampioen in de North-West reeks maar verloor dan van Bedford Town. In 1965 degradeerde de club maar al snel promoveerde UTD terug en in 1971/72 werd de club eindelijk toegelaten tot de Football League.

### Football League
Na het eerste seizoen in de Football League eindigde Hereford 2de achter Southport FC en promoveerde meteen door naar de Third Division. Na 2 middelmatige plaatsen werd Hereford kampioen en ging zo door naar de Second Division (2de klasse) maar werd daar laatste. Ook het volgende seizoen eindigde in degradatie en de club was weer waar het begonnen was in de League. Dit werd de thuishaven voor de club voor de volgende 16 jaar, Hereford slaagde er zelfs in om 5 keer op rij 17de te worden. In 1980, 1981 en 1983 moest de club zelfs een aanvraag dienen om herverkozen te worden tot de League, enkel 1985 was wat beter met een 5de plaats. Het duurde tot 1995/96 vooraleer de club weer kans maakte op promotie, toen de club op 2 maanden tijd van de 19de plaats naar de 6de doorstootte. In de eindronde om promotie verloor Hereford met 2-4 van Darlington FC.
1996/97 werd een rampjaar voor de club, door wanbeleid had de club een verlies van £300.000. Verschillende goede spelers moesten verkocht worden en doelman Chris MacKenzie was een heel seizoen geblesseerd. Het leek erop alsof Brighton & Hove Albion de laatste plaats zou bezetten maar door goede resultaten in de laatste speelrondes kwam Hereford alsnog in de problemen. Op de laatste speeldag van het seizoen speelden beide ploegen tegen elkaar op Edgar Street, en daar zou onderling uitgemaakt worden wie er moest degraderen. Het werd een memorabele degradatiekraker, maar het was Brighton dat met een 1-1 gelijkspel aan het langste eind trok, en daarmee degradeerde Hereford naar de rijen der amateurs.

### Conference
Na 25 jaar Football League viel de club terug naar de Conference en liepen de schulden hoog op. Dankzij enkele goede prestaties in de FA Cup konden de rekeningen nog net worden betaald en in 2001 werd ternauwernood een faillissement afgewend. Twee jaar later zat het de club weer een beetje mee en werden er kleine successen geboekt. Meerdere keren werden de play-offs gehaald, maar tot een promotie kwam het niet. In 2006 werd Hereford opnieuw tweede en mocht het wederom meedoen aan de play-offs. In de finale werd Halifax Town verslagen en dat betekende een terugkeer naar de Football League.

### Terug in de League
Na een middelmatig eerste seizoen kon de club in 2008 promotie afdwingen naar de League One. De club werd afgetekend laatste en moest na één seizoen terug naar de League Two. In het seizoen 2011-12 eindigde Hereford op de voorlaatste plaats in de League Two, waardoor het degradeerde naar de Conference National.

## Selectie 2011/2012
| nummer | naam                                     | positie      | land van afkomst   |
| ------ | ---------------------------------------- | ------------ | ------------------ |
| 1      | Adam Bartlett                            | doelman      | Vlag van Engeland  |
| 2      | Ryan Green                               | verdediger   | Vlag van Engeland  |
| 3      | Joe Heath                                | verdediger   | Vlag van Engeland  |
| 4      | Harry Pell                               | middenvelder | Vlag van Engeland  |
| 5      | Michael Townsend                         | verdediger   | Vlag van Engeland  |
| 6      | Robert Purdie                            | middenvelder | Vlag van Engeland  |
| 7      | Steven Leslie                            | middenvelder | Vlag van Engeland  |
| 8      | Nicky Featherstone                       | middenvelder | Vlag van Engeland  |
| 9      | Yoann Arquin                             | aanvaller    | Vlag van Frankrijk |
| 10     | Delroy Facey                             | aanvaller    | Vlag van Engeland  |
| 11     | Kenny Lunt                               | middenvelder | Vlag van Engeland  |
| 14     | James McQuilkin                          | middenvelder | Vlag van Wales     |
| 15     | Tyler Weir                               | middenvelder | Vlag van Engeland  |
| 16     | Daniel Williams                          | middenvelder | Vlag van Engeland  |
| 17     | Joe Colbeck                              | middenvelder | Vlag van Engeland  |
| 18     | Simon Clist (gehuurd van Oxford United)  | middenvelder | Vlag van Engeland  |
| 19     | Kyle McCarthy                            | verdediger   | -                  |
| 20     | Benoit Dalibard                          | -            | -                  |
| 21     | Tom Barkhuizen                           | aanvaller    | Vlag van Engeland  |
| 22     | Janos Kovacs (verhuurd aan Luton Town)   | verdediger   | -                  |
| 23     | Sean Canham (verhuurd aan Bath City)     | aanvaller    | Vlag van Engeland  |
| 24     | Stefan Stam                              | verdediger   | Vlag van Nederland |
| 25     | Nathan Elder                             | doelman      | Vlag van Engeland  |
| 26     | Sam Winnall                              | doelman      | Vlag van Engeland  |
| 27     | Daniel Connor                            | doelman      | Vlag van Ierland   |
| 28     | David Cornell (gehuurd van Swansea City) | doelman      | Vlag van Wales     |
| 29     | Andy Todd                                | -            | -                  |
| 30     | Tom John                                 | -            | -                  |
| 31     | Lewis Feeley                             | -            | -                  |
| 32     | Nathan Perkins                           | -            | -                  |
| 34     | Will Evans                               | -            | -                  |
| 38     | Russell Hoult                            | doelman      | Vlag van Engeland  |

## Bekende (oud-)spelers
- Steve Bull
- Nick Deacy
- Mark Farrington
- Gary Hooper
- Mika Kottila
- Sherjill Mac-Donald
- Bruno N'Gotty
- Kevin Sheedy
- Edrissa Sonko
- John Charles
- David Icke